# Mniszek (jezioro w gminie Przytoczna)
Mniszek (niem. Mischke See) – niewielkie jezioro na Pojezierzu Poznańskim, w powiecie międzyrzeckim, w gminie Przytoczna.
Jezioro przepływowe, położone wśród terenów uprawnych w odległości kilkuset metrów od południowych krańców miejscowości Przytoczna. W pobliżu zachodnich brzegów jeziora znajduje się niewielkie jeziorko zajmujące poniżej 1 ha powierzchni o nazwie Kociołek (niem. Kessel See).